# 普通江

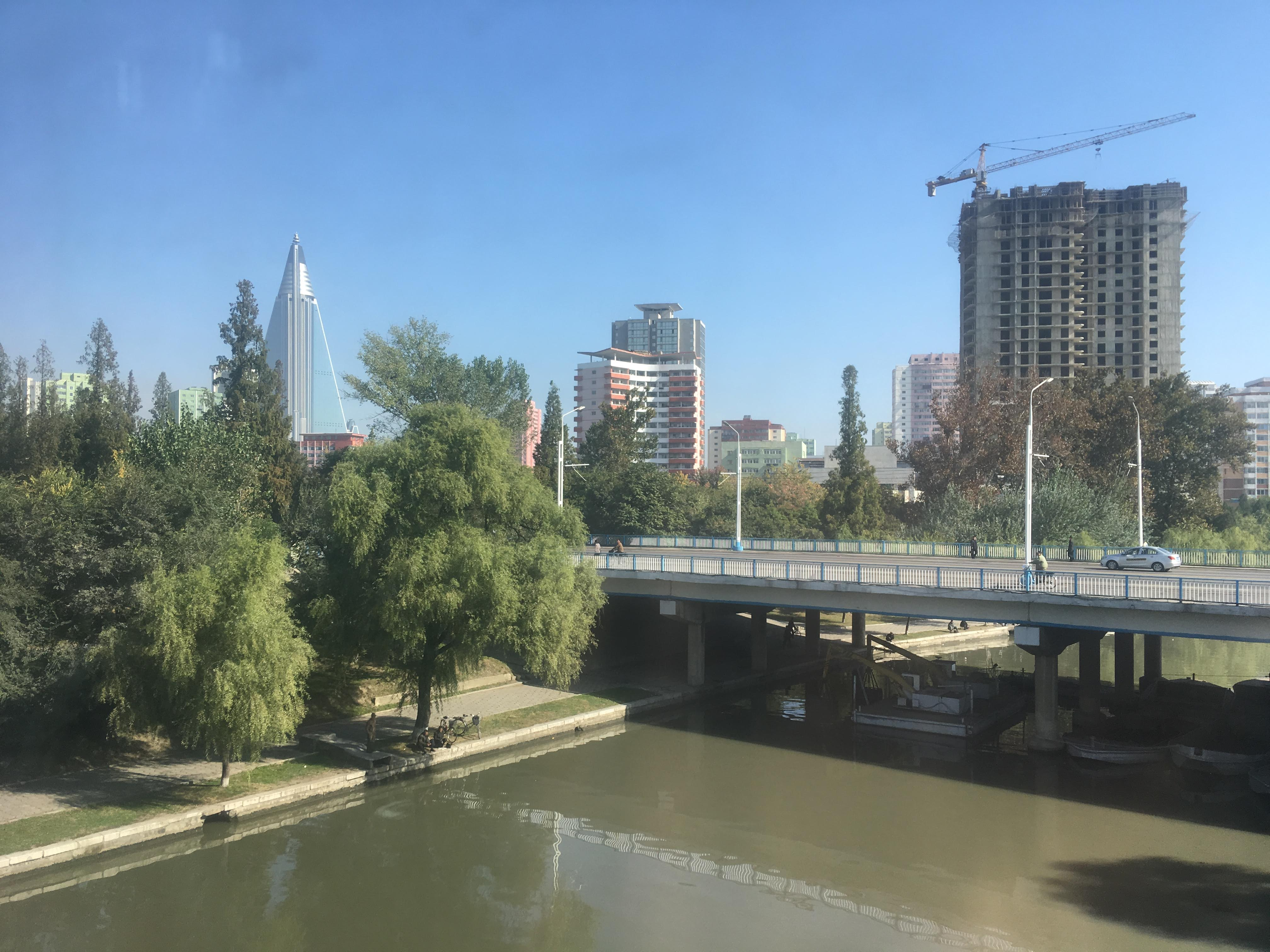
普通江平壤境内

普通江（朝鲜语：／ Pot'onggang */?）是朝鮮民主主義人民共和國一條河流，全長55.2公里，上游發源於平安南道平原郡，下游匯入平壤大同江。
在平壤，以普通江命名的地名甚多，例如其新舊河道圍繞而成的區域即為普通江區，普通江畔的平壤西門即為普通門，等等。“普通送客”還是平壤八景之一。